# Изложба „Нови чланови” (2016)
Изложба „Нови чланови” се одржала у периоду од 14. до 30. јануара 2016. године у Уметничком павиљону „Цвијета Зузорић”.

## Излагачи
1. Татјана Лечић Бандовић
2. Силвија Богић
3. Биљана Велиновић
4. Сања Вуковић
5. Душан Ђорђевић
6. Исидора Илић
7. Јована Ђорђевић
8. Милица Јовановић
9. Никола Јовановић
10. Јован Јовић
11. Емилија Тодоровић Јорданов
12. Весна Клачар
13. Невена Костић
14. Небојша Којовић
15. Јана Куваља
16. Радмила Лиздек
17. Милица Лилић
18. Славица Марковић
19. Нера Матијевић
20. Милица Матовић
21. Влада Милинковић
22. Тамара Митровић
23. Маја Николић
24. Катарина Павловић
25. Бисерка Петровић
26. Ена Поповић
27. Мина Ракиџић
28. Мина Радовић
29. Сузана Стојадиновић
30. Марија Ћирић
31. Катарина Трипковић
32. Дуња Трутин
33. Милан Хрњазовић
34. Ана Фафулић
35. Милош Шарић